# Кметове на Търговище
Това е списък на кметовете на община/град Търговище след Освобождението на България.

## Княжество България
- Христо Самсаров (1878)
- Марко Георгиев (1878 – януари 1879)
- Дечо Георгиев (февруари 1879)
- Христо Самсаров (1879 – март 1880)
- Юрдан Славов (15 март 1880 – 18 октомври 1880)
- Неделчо Мумджиев (18 октомври 1880 – 17 март 1881)
- Георги Караджов (17 март 1881 – април 1885)
- Христо Самсаров (22 април 1885 – януари 1887)
- Титю Титков (3 януари 1887 – 4 октомври 1887)
- Михал Хаджирусев (14 ноември 1887 – 7 март 1888)
- Анастас Драгнев (7 март 1888 – 2 януари 1889)
- Марко Георгиев (14 януари 1889 – 16 март 1899)
- Михал Калев (16 март 1899 – 2 февруари 1901)
- Тодор Шишманов (3 февруари 1901 – 9 април 1901)
- Георги Караджов (13 април 1901 – 30 септември 1902)
- Васил Касабов (1 октомври 1902 – 21 юни 1904)
- Цветан Крачунов (юни 1904 – юли 1904)
- Титю Титков (юли 1904 – август 1904)
- Бандьо Димитров (18 август 1904 – февруари 1908)

## Царство България
- Васил Касабов (август 1908 – май 1909)
- Пеню Стоянов (юни 1909 – април 1912)
- Георги Василев (10 април 1912 – 30 октомври 1914)
- Никола Бояджиев (30 октомври 1914 – 15 юни 1918)
- Недю Колев (16 юни 1918 – 29 юли 1918)
- Радослав Фурнаджиев (29 юли 1918 – 29 юли 1919)
- Юрдан Стайчев (30 юли 1919 – март 1920)
- Радуш Иванов (28 април 1920 – 17 април 1923)
- Господин Христов (23 април 1923 – 12 юни 1923)
- Неделчо Куюмджиев (13 юни 1923 – 19 март 1924)
- Георги Касъров (5 април 1924 – 28 юли 1924)
- Цветан Крачунов (29 юли 1924 – 20 юли 1925)
- Руси Панайотов (20 юли 1925 – 25 декември 1930)
- Илия Попниколов (25 декември 1930 – 27 май 1931)
- Владимир Стоименов (28 май 1931 – 25 юли 1931)
- Иван Абаджимаринов (27 юли 1931 – 9 януари 1934)
- Васил Бояджиев (10 януари 1934 – 24 април 1934)
- Панайот Титков (24 април 1934 – 23 май 1934)
- Илия Бандев (24 май 1934 – 19 октомври 1934)
- Стоян Изворски (20 октомври 1934 – 30 август 1935)
- Руси Дюлгеров (1 септември 1935 – 20 октомври 1939)
- Иван Илиев (21 октомври 1939 – 30 юли 1942)
- Иван Свинаров (1 август 1942 – 12 септември 1944)

## Народна република България
- Гено Тодоров (12 септември 1944 – 31 юли 1950)
- Димитър Попзлатанов (1 август 1950 – 15 април 1959)
- Кирил Лазаров (16 април 1959 – 31 август 1959)
- Кольо Гяуров (1 септември 1959 – 15 юли 1963)
- Тодор Ненов (16 юли 1963 – 3 март 1966)
- Димитър Сербезов (6 март 1966 – 3 юли 1971)
- Иван Русев (4 юли 1971 – 1 август 1975)
- Съби Чанков (4 септември 1975 – 28 февруари 1979)
- Асен Христов (31 март 1979 – 11 юни 1981)
- Стефан Стефанов (12 юни 1981 – 11 февруари 1986)
- Христо Грозданов (12 февруари 1986 – 1 март 1988)
- Иван Василев (7 март 1988 – 29 октомври 1990)

## Република България
- Петър Карагеоргиев (29 октомври 1990 – 2 ноември 1999)
- Красимир Мирев (2 ноември 1999 – 10 ноември 2015)
- Дарин Димитров (от 10 ноември 2015)